# アンドレアス・キッサー
アンドレアス・キッサー（Andreas Kisser、1968年8月24日 - ）は、ブラジルのミュージシャン。ヘヴィメタル・バンド「セパルトゥラ」のギタリスト。

## 来歴
スロベニアのマリボル出身のスロベニア人の母とドイツ人の父の間にサンパウロのサンベルナルド・ド・カンポで生まれた。父親は機械技師、母親は教師でアマチュア芸術家だった。キッサーは幼い頃から音楽に興味を示していた。
10歳の頃、両親のビートルズ、ロベルト・カルロス、トニコ＆ティノコのレコードを聴き始めた。最初にアコースティック・ギターを祖母から譲り受け、ビンゴゲームで2本目のギターを手に入れた。思春期初めにアコースティック・ギターを弾き始め、ブラジルのポピュラー音楽のレパートリーから基本的なコードを学び、後にクラシックの曲を弾くようになった。その後、友人からクイーンやキッスなどのハード・ロックを紹介され、大きな影響を与えた。1983年にはキッスのサンパウロライブを観に行き、1985年には父親に連れられてロック・イン・リオでAC/DCを観た。
やがて最初のエレキ・ギター、ジャンニーニ・スーパーソニックとオーバードライブ・ペダルを手に入れた。これらのギターは母親が買ってくれたものである。当時、彼に大きな影響を与えたアーティストは、エリック・クラプトン、ジミ・ヘンドリックス、スティーヴ・ハウ、トニー・アイオミ、リッチー・ブラックモア、ジミー・ペイジ、ランディ・ローズ。
1987年にセパルトゥラのメンバーと出会い、休暇でベロ・オリゾンテを訪れた際にバンドのライブを観に行った。コンサート当日、彼はヴォーカリスト兼ギタリストのマックス・カヴァレラの即席ローディとしてバンドに加わった。また、休憩時間にはメンバーとジャムセッションを行った。オリジナル・リード・ギタリストのジャイロ・ゲデスの脱退後、キッサーはリード・ギタリストのオーディションを受けた。その後バンドに加入した。